# Kąty (Jarocin)
Pour les articles homonymes, voir Kąty.
Kąty (prononciation : [ˈkɔntɨ]) est un village polonais de la gmina de Jarocin dans le powiat de Jarocin de la voïvodie de Grande-Pologne dans le centre-ouest de la Pologne.
Il se situe à environ 6 kilomètres au nord de Jarocin (siège de la gmina et du powiat) et à 60 kilomètres au sud-est de Poznań (capitale régionale).
Le village possédait une population de 96 habitants en 2007.

## Histoire
De 1975 à 1998, le village faisait partie du territoire de la voïvodie de Kalisz.

Depuis 1999, Kąty est situé dans la voïvodie de Grande-Pologne.